# هولمز في كيوتو تيراماتشي سانجو
كيوتو تيراماتشي سانجو نو هولميس (京都寺町三条のホームズ Kyōto Teramachi Sanjō no Hōmuzu) هي سلسلة رواية أدب غامض يابانية المكتوبة من طرف ماي موتشيزوكي والمصورة من قبل ياموتشيشيزو. نشرت فوتاباشا ثمانية مجلدات منذ أبريل 2015. بدأت المانغا مع الفنان إتشيها اكيزاكـى وقد تسلسلت المانغا السينن في فوتاباشا وبالتحديد في مجلة أكشن الشهرية منذ ديسمبر 2017. وقد جمع في مجلد تانكوبون واحد.تمّ الإعلان عن أنمي تلفزيوني في يوليو 2018.

## الشخصيات
اوي ماشيرو (真城 葵 Mashiro Aoi)
كييوتاكا ياغاشيرا (家頭 清貴 Yagashira Kiyotaka)
اكيهيتو كاجيوارا (梶原 秋人 Kajiwara Akihito)
إنشو (円生)
سيجي ياغاشيرا (家頭 誠司 Yagashira Seiji)
تاكيشي ياغاشيرا (家頭 武史 Yagashira Takeshi)
يوشيي تاكيياما (滝山 好江 Takiyama Yoshie)
ريكيو تاكيياما (滝山 利休 Takiyama Rikyū)

## وصلات خارجية
- Anime official website
 (باليابانية)